# 攻擊判定
攻擊判定指在動作遊戲、射擊遊戲、格鬥遊戲等對抗性的電子遊戲中由系統認定攻擊有效的過程。
攻擊判定是由判定框實現的：遊戲角色進行攻擊時會出現攻擊判定框，在攻擊目標的坐標上則會設定受創判定框，上述判定框出現重合就認定為攻擊命中。
在動作遊戲和射擊遊戲中，遊戲角色的身體上常常只有一部分是有受創判定框的，遊戲角色還可能使用盾牌、甲殼、防護罩等保護這個弱點。而攻擊判定框則不一定限於身體和武器上，而是可以有很大的範圍。不同角色、不同招式的受創判定框狀況、攻擊判定發生速度和判定範圍可以在很大程度上影響遊戲的難度與平衡性。
在即時戰略遊戲等對抗性的電子遊戲中，發動一些攻擊判定框很大的魔法技能等招式之前，玩家可以在顯示器上看到顯示預定判定範圍的光環等標記，并可以手動調整其位置后決定施放招式或停止施放。
當遊戲角色全身都沒有受創判定框的時候，不受攻擊判定影響，稱為“無敵”狀態。